# Фюмаж
Фюма́ж (фр. Fumage — копчение, окуривание) — одна из техник сюрреализма, изобретённая Вольфгангом Пааленом в 1937 году. Сутью её является получение изображения (на обрывке бумаги или холста) при помощи копоти свечи или керосиновой лампы. Популярные у сюрреалистов принципы ready-made могут быть усмотрены лежащими в основании этой техники.
Впоследствии фюмаж был использован Сальвадором Дали и некоторыми другими художниками, близкими к сюрреалистам. Дали, как и Паален, использовал фюмажное изображение в качестве основы, покрываемой затем красками. Наряду с другими техниками (декалькомания, граттаж, фроттаж) фюмаж стал одним из приёмов сюрреалистов в технике автоматического письма. Однако в литературе отмечается, что широкого распространения фюмаж не получил, в связи с чем можно говорить, что во многом он так и остался «техникой одного художника».

## Другие представители фюмажа
Хью Паркер Гиллер (Hugh Parker Guiler), муж писательницы Анаис Нин, начал свою художественную карьеру как фюмажист. Некоторые из его (под псевдонимом «Ян Хьюго») работ были использованы в качестве художественных обложек для книг жены. Фильм 1990 года «Генри и Джун» кратко обрисовал эксперименты Гиллера с фюмажем. Современный художник, использующий фюмаж — Бурхан Доганчай.